# Siergiej Nacarenus
Siergiej Pietrowicz Nacarenus (ros. Сергей Петрович Нацаренус, ur. 1882 w Saratowie, zm. 8 stycznia 1938) – radziecki polityk, wojskowy i dyplomata, nadzwyczajny komisarz Kraju Murmańsko-Białomorskiego (1918).

## Życiorys
Miał wykształcenie niepełne wyższe, 1904 wstąpił do SDPRR, w listopadzie-grudniu 1917 przewodniczący Kostromskiego Komitetu Wojskowo-Rewolucyjnego. Od maja 1918 nadzwyczajny komisarz Kraju Murmańsko-Białomorskiego, 1918 nadzwyczajny komisarz Piotrogrodzkiego Okręgu Wojskowego, od 19 listopada do 3 grudnia 1918 członek Rady Wojskowo-Rewolucyjnej 7 Armii (Frontu Północnego), od 2 do 20 grudnia 1918 i ponownie od 28 grudnia 1918 do 20 stycznia 1919 członek Rady Wojskowo-Rewolucyjnej Floty Bałtyckiej. Od 3 marca do 8 czerwca 1919 komisarz Moskiewskiego Okręgu Wojskowego, od 8 czerwca do 14 listopada 1919 członek Rady Wojskowo-Rewolucyjnej 14 Armii Frontu Południowego, od lipca 1919 komisarz Charkowskiego Okręgu Wojskowego, od kwietnia do lipca 1920 szef Kolei Władykaukaskiej. Od 5 lipca do 26 września 1920 członek Rady Wojskowo-Rewolucyjnej 15 Armii Frontu Zachodniego, od 11 listopada 1920 do 29 kwietnia 1921 dowodzący wojsk Białomorskiego Okręgu Wojskowego, od 31 maja 1921 do 5 stycznia 1922 ambasador RFSRR w Turcji, 1927-1929 przewodniczący Zarządu Państwowej Kamczackiej Spółki Akcyjnej. Od 1930 do kwietnia 1931 redaktor pisma "Chołodilnoje dieło", później szef Centralnego Oddziału Planowo-Ekonomicznego Głównego Zarządu Północnego Szlaku Morskiego przy Radzie Komisarzy Ludowych ZSRR.
5 lipca 1937 aresztowany, 8 stycznia 1938 skazany na śmierć przez Wojskowe Kolegium Sądu Najwyższego ZSRR pod zarzutem przynależności do kontrrewolucyjnej organizacji terrorystycznej i rozstrzelany. 
16 czerwca 1956 pośmiertnie zrehabilitowany.